# Felipe Pasadore
Felipe Pasadore (Rosario, Argentina; 19 de julio de 2000) es un futbolista argentino que se desempeña como delantero y juega en el Cuiabá Esporte Clube, de la Serie B de Brasil.

## Trayectoria
Pasadore jugó para los equipos rosarinos CSDyC Río Negro y Tiro Federal antes de unirse a los filiales de Belgrano en 2022 En noviembre de 2022, tras ser liberado por este último club, compartió sus mejores momentos en un grupo de Facebook en busca de nuevas oportunidades.
En diciembre del 2022 recibió un llamado de Julio Zamora (leyenda de NOB) quien lo había dirigido en Tiro Federal; este lo invitó a participar en el Club San Antonio de Bulo Bulo al que iba a dirigir para luchar por el ascenso a primera, uniéndose así a sus filas para la Copa Simón Bolívar. Durante la campaña de ascenso, se destacó como el máximo goleador del club con 13 goles además de obtener el ascenso a la Primera División, lo que le llevó a renovar su contrato el 3 de enero de 2024.
La temporada 2024 comenzó de manera impresionante para Pasadore: en su primer partido profesional el 20 de febrero de 2024, marcó dos goles en el empate 2-2 contra el Real Tomayapo. Ocho días después, protagonizó un triplete en una contundente victoria de 5-1 en casa ante The Strongest.Esa temporada fue inolvidable para el propio delantero argentino ya que los números así lo demostraron con 14 goles y 4 asistencias en 18 partidos jugados para la obtención del campeonato.

## Estadísticas

### Clubes
Actualizado hasta su último partido disputado el 16 de agosto de 2025.
| Club                            | Div.          | Temporada     | Liga  | Liga  | Liga   | Copas nacionales | Copas nacionales | Copas nacionales | Torneos internacionales | Torneos internacionales | Torneos internacionales | Total | Total | Total  | Media goleadora |
| Club                            | Div.          | Temporada     | Part. | Goles | Asist. | Part.            | Goles            | Asist.           | Part.                   | Goles                   | Asist.                  | Part. | Goles | Asist. | Media goleadora |
| ------------------------------- | ------------- | ------------- | ----- | ----- | ------ | ---------------- | ---------------- | ---------------- | ----------------------- | ----------------------- | ----------------------- | ----- | ----- | ------ | --------------- |
| San Antonio Bulo Bulo · Bolivia | 2.ª           | 2023          | 19    | 13    | 0      | —                | —                | —                | —                       | —                       | —                       | 19    | 13    | 0      | 0.68            |
| San Antonio Bulo Bulo · Bolivia | 1.ª           | 2024          | 18    | 14    | 4      | —                | —                | —                | —                       | —                       | —                       | 18    | 14    | 4      | 0.78            |
| San Antonio Bulo Bulo · Bolivia | Total club    | Total club    | 37    | 27    | 4      | 0                | 0                | 0                | 0                       | 0                       | 0                       | 37    | 27    | 4      | 0.73            |
| FC Schaffhausen · Suiza         | 2.ª           | 2024-25       | 8     | 5     | 0      | 1                | 0                | 0                | —                       | —                       | —                       | 9     | 5     | 0      | 0.56            |
| FC Schaffhausen · Suiza         | Total club    | Total club    | 8     | 5     | 0      | 1                | 0                | 0                | 0                       | 0                       | 0                       | 9     | 5     | 0      | 0.56            |
| Sportivo Luqueño Paraguay       | 1.ª           | 2025          | 8     | 0     | 0      | —                | —                | —                | 1                       | 0                       | 0                       | 9     | 0     | 0      | 0.00            |
| Sportivo Luqueño Paraguay       | Total club    | Total club    | 8     | 0     | 0      | 0                | 0                | 0                | 1                       | 0                       | 0                       | 9     | 0     | 0      | 0.00            |
| Cuiabá E. C. · Brasil           | 2.ª           | 2025          | 1     | 0     | 0      | —                | —                | —                | —                       | —                       | —                       | 1     | 0     | 0      | 0.00            |
| Cuiabá E. C. · Brasil           | Total club    | Total club    | 1     | 0     | 0      | 0                | 0                | 0                | 0                       | 0                       | 0                       | 1     | 0     | 0      | 0.00            |
| Total carrera                   | Total carrera | Total carrera | 54    | 32    | 4      | 1                | 0                | 0                | 1                       | 0                       | 0                       | 56    | 32    | 4      | 0.57            |
| 1. 2.                           |               |               |       |       |        |                  |                  |                  |                         |                         |                         |       |       |        |                 |

### Hat-tricks
| 1 | 28 de febrero de 2024 | Estadio Dr. Carlos Villegas, Entre Ríos | San Antonio Bulo Bulo - The Strongest |  | 5 - 1 | Torneo Apertura 2024 |